# Hōseidō Kisanji

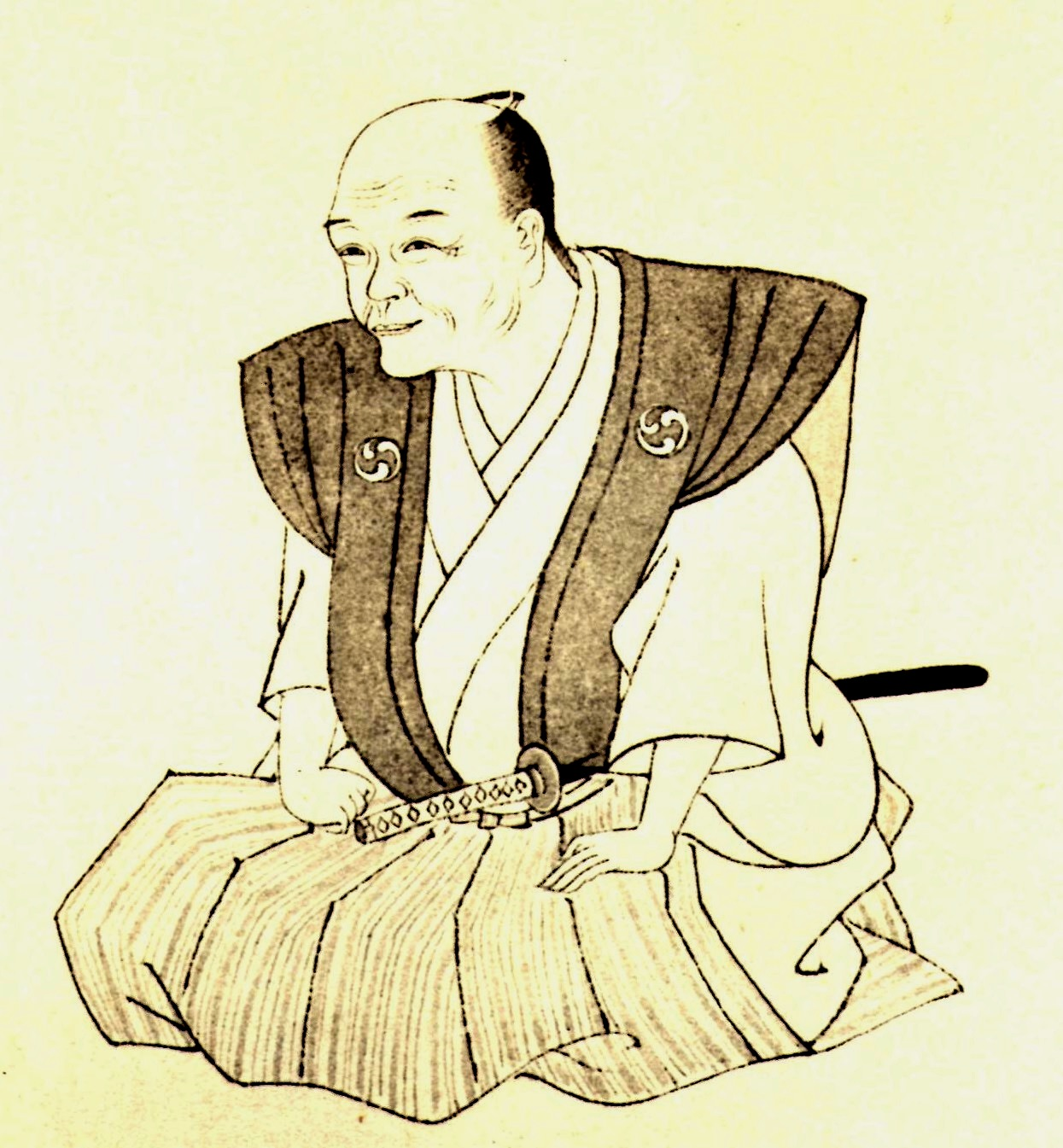
Porträt von Hōseidō Kisanji

Hōseidō Kisanji (jap. 朋誠堂 喜三二, eigentlich: 平沢 常福, Hirasawa Tsunetomi; * 13. Mai 1735 in Edo; † 18. Juni 1813) war ein japanischer Schriftsteller.

## Leben Und Wirken
Hōseidō trat als Autor satirischer Prosa des Genres Kibyōshi hervor, wobei es sich um wenige Seiten starke illustrierte Erzählungen handelt, die an moderne Comics erinnern. Häufig arbeitete er mit dem Grafiker Koikawa Harumachi zusammen. Bekannt wurden Werke wie Bumbu futamichi mangoku-dōshi (文武二道万石通, 1788) und Omukaeshi bumbu no futamichi (1789). Die satirische Auseinandersetzung mit der Samurai-Klasse  führte zur Zensur seiner Werke durch das Tokugawa-Shogunat. In seinen späteren Jahren verfasste Hōseidō Kyōka-Gedichte.